# La Marquesa (Chile)
La Marquesa o simplemente Marquesa es una localidad chilena ubicada al sur de la Provincia del Huasco, Región de Atacama. De acuerdo a su población es una entidad que tiene el rango de  caserío. Esta localidad forma parte del Valle de El Tránsito, que antiguamente se conocía como Valle de los Naturales.

## Historia
Los antecedentes históricos de Marquesa son escasos.
Su nombre se origina en La Marquesa de Piedra Blanca de Guana.
En 1899 esta localidad era fundo.

Marquesa.-—Fundo del departamento de Vallenar situado en el río del Tránsito á 18 kilómetros hacia el E. del lugar de las Juntas.
 Francisco Astaburuaga, 1899

## Turismo
El principal atractivo de la localidad de Marquesa lo constituye el sendero o callejón vecinal que bordea el río y que lo une a la localidad de La Placeta.
Existen en esta localidad varios predios de singular belleza y en particular se destaca uno que contiene una gran variedad de cítricos y de paltos, así como verduras y flores.

## Accesibilidad y transporte
La localidad de La Marquesa se ubica al interior del poblado de Alto del Carmen y de la ciudad de Vallenar.
Existe transporte público diario a través de buses de rurales desde el terminar rural del Centro de Servicios de la Comuna de Alto del Carmen, ubicado en calle Marañón 1289, Vallenar.
Si viaja en vehículo propio, no olvide cargar suficiente combustible en Vallenar antes de partir. No existen puntos de venta de combustible en la comuna de Alto del Carmen.
A pesar de la distancia, es necesario considerar un tiempo mayor de viaje, debido a que la velocidad de viaje esta limitada por el diseño del camino. Se sugiere hacer una parada de descanso en el poblado de Alto del Carmen para hacer más grato su viaje.
El camino es transitable durante todo el año, sin embargo es necesario tomar precauciones en caso de eventuales lluvias en invierno.

## Alojamiento y alimentación
En la comuna de Alto del Carmen existen pocos servicios de alojamiento formales en Alto del Carmen y en Chanchoquín Grande, se recomienda hacer una reserva con anticipación.
En Marquesa no hay servicios de Camping, sin embargo se puede encontrar algunas facilidades para los campistas en los alrededores y en La Placeta.
Los servicios de alimentación son escasos, existiendo en Alto del Carmen, Chanchoquín Grande y en  El Tránsito algunos restaurantes.
En muchos poblados como Marquesa y El Tránsito hay pequeños almacenes que pueden facilitar la adquisición de productos básicos durante su visita.

## Salud, conectividad y seguridad
Marquesa cuenta con servicio de electricidad, iluminación pública y red de agua potable rural.
En el poblado de Alto del Carmen existe un Reten de Carabineros de Chile y un Centro de Salud Familiar dependiente del Municipio de Alto del Carmen.
Marquesa cuenta con servicio de teléfonos públicos rurales, y con señal para teléfonos celulares.
El Municipio cuenta con una red de radio VHF en toda la comuna en caso de emergencias, incluyendo Marquesa.

## Educación
En esta localidad de se encuentra la Escuela Las Marquesas G-62. Esta escuela atiende a  8 alumnos. Cuenta con un aula, una multicancha, comedor y cocina.